# Cassano d'Adda
Pour les articles homonymes, voir Cassano.
Cassano d'Adda est une commune italienne d'environ 18 756 habitants, située dans la ville métropolitaine de Milan, dans la région Lombardie, dans le Nord-Ouest de l'Italie.

## Géographie
Cassano d’Adda est une cité située sur les bords de la rivière Adda, à 133 m d’altitude, à égale distance de Milan, Lodi et Bergame, soit environ 30 km.
Avec une superficie de 19 km2, Cassano est baignée également par le Canale della Muzza et le Naviglio Martesana qui apporte les eaux de l’Adda jusqu’au centre de Milan (Navigli de Milan).
La cité est desservie par la route S11 et la voie ferroviaire de Milan à Brescia.

## Histoire
Au cours de l'histoire, quatre batailles se sont déroulées à Cassano d'Adda :
- en 1158, une première bataille de Cassano eut lieu entre Frédéric Barberousse et les Milanais ;
- en 1259, Ezzelino III da Romano, surnommé le Féroce, fut tué lors de la seconde bataille de Cassano ;
- le 16 août 1705, une troisième bataille de Cassano eut lieu pendant la guerre de Succession d'Espagne ;
- le 8 floréal an VII (27 avril 1799), la quatrième bataille de Cassano s'est déroulée pendant les guerres de la Deuxième Coalition.

## Culture et tourisme

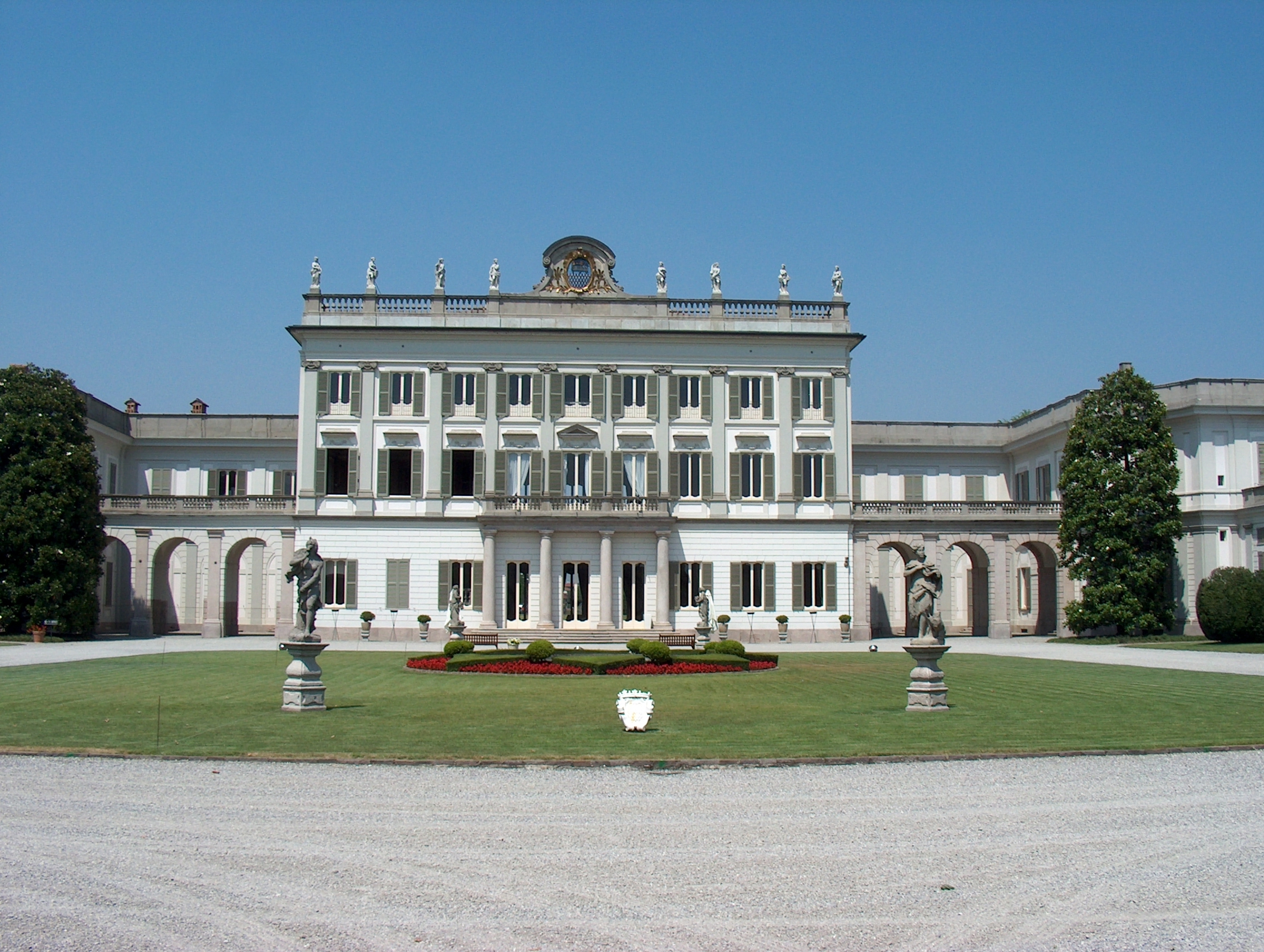
La Villa Borromeo D'Adda au centre-ville.

- Le château de Cassano d'Adda (it), château érigé sur les bords de l’Adda en 1294 par Ottone Visconti, il est contigu à une forteresse du IXe siècle.
- La villa d'Adda-Borromeo (it) (1765-1781), en partie œuvre de l’architecte Giuseppe Piermarini (également créateur de la Villa Reale de Monza et du théâtre de la Scala de Milan).
- La Villa Brambilla, moitié du XVIIe siècle, sur le canal Muzza et comprenant un somptueux jardin à l’italienne.
- Le dôme de Cassano d'Adda au centre de la cité, en face de l’ancienne mairie.
- L’église San Dionigi, XIe siècle, reconstruite en 1570 pour recevoir les reliques du saint éponyme.

## Personnalités liées à Cassano d'Adda
- La cantatrice Adelaide Tosi (1800-1859)
- Le général Giuseppe Perrucchetti, sénateur du Règne d’Italie et fondateur en 1872 du Corps des Alpins.
- Le général Emilio De Bono, un des quatuors de la Marche sur Rome, ministre des colonies et maréchal d’Italie durant le fascisme. Condamné à mort au procès de Vérone et fusillé le 11 janvier 1944.
- Le footballeur Valentino Mazzola (1919-1949), père d’Sandro Mazzola, joueur aux clubs de Venise, de Turin et capitaine de l’équipe nationale.
- Le footballeur Giacinto Facchetti (1942-2006)
- Le coureur cycliste Gianni Motta (1943-), né à Cassano d'Adda.
- L'empereur Napoléon III.

## Administration
| Période         | Période         | Identité         | Étiquette               | Qualité |
| --------------- | --------------- | ---------------- | ----------------------- | ------- |
| 13 juin 2006    | 01 mai 2011     | Edoardo Sala     | Il Popolo della Libertà |         |
| 30 mai 2011     | 18 octobre 2021 | Roberto Maviglia | Parti démocrate         |         |
| 18 octobre 2021 | en cours        | Fabio Colombo    | Ligue du Nord           |         |

### Hameaux
Groppello d'Adda, Cascine San Pietro.

### Communes limitrophes
Vaprio d'Adda, Pozzo d'Adda, Treviglio, Inzago, Fara Gera d'Adda, Pozzuolo Martesana, Casirate d'Adda, Truccazzano, Rivolta d'Adda.

### Évolution démographique
Habitants recensés